# عمقين (شبوة)
عمقين هي إحدى قرى الجمهورية اليمنية. تتبع جغرافيا لمحافظة شبوة و إداريًا لمديرية الروضة. يبلغ تعداد سكانها 2919 نسمة حسب الإحصاء الذي أجري عام 2004.